# رابرت پری (روزنامه‌نگار)
رابرت پری (انگلیسی: Robert Parry; ۲۴ ژوئن ۱۹۴۹ – ۲۷ ژانویهٔ ۲۰۱۸) روزنامه‌نگار اهل ایالات متحده آمریکا بود. وی خبرنگار تحقیقی و بنیانگذار کنسرسیوم روزنامه‌نگاری مستقل بود.

## زندگی‌نامه
رابرت پری در ۲۴ ژوئن ۱۹۴۹ در هارتفورد در ایالت کانکتیکت به دنیا آمد. سال ۱۹۷۱ از کالج کولبی فارغ‌التحصیل شد و پیش از کار با آسوشیتدپرس، برای منابع خبری ماساچوست کار می‌کرد.
رابرت پری سال ۱۹۷۴ به خبرگزاری آسوشیتد پرس پیوست و در دفتر این خبرگزاری در واشینگتن به کار مشغول شد. او پرونده موسوم به ایران-کنترا را در دولت رونالد ریگان پوشش داد. کارهای او در پرده برداشتن از رسوایی‌ها، برای او در سال ۱۹۸۴ جایزه جورج پولک را به همراه آورد.
آقای پری در سال ۱۹۸۵ در گزارشی اختصاصی برای آسوشیتدپرس، از وجود یک کتابچه راهنما برای کشتن شورشیان نیکاراگوا در سازمان اطلاعات مرکزی آمریکا پرده برداشته بود و برنده جایزه پولیتزر شد.
او در سال ۱۹۸۷ خبرگزاری آسوشیتدپرس را ترک کرد و به مجله نیوزویک رفت. در آن جا تا سال ۱۹۹۰ کار کرد و بعد به عنوان خبرنگار تحقیقی به برنامه فرانت لاین، در شبکه پی بی اس پیوست.
در سال ۱۹۹۵ و در پی نگرانی از وضعیت روزنامه‌نگاری تحقیقی، رابرت پری کنسرسیوم روزنامه‌نگاری مستقل را پایه‌گذاری کرد، که در سال‌های اولیه حضور اینترنت در حوزه اخبار، محلی برای ارائه گزارش‌های مستقل و دقیق بود. این وبسایت البته با مشکلات مالی درگیر بود و نیاز به حمایت مالی خوانندگان داشت.
رابرت پری سال ۱۹۷۴ به خبرگزاری آسوشیتد پرس پیوست و در دفتر این خبرگزاری در واشینگتن به کار مشغول شد. او پرونده موسوم به ایران-کنترا را در دولت رونالد ریگان پوشش داد. کارهای او در پرده برداشتن از رسوایی‌ها، برای او در سال ۱۹۸۴ جایزه جورج پولک را به همراه آورد.
آقای پری در سال ۱۹۸۵ در گزارشی اختصاصی برای آسوشیتدپرس، از وجود یک کتابچه راهنما برای کشتن شورشیان نیکاراگوا در سازمان اطلاعات مرکزی آمریکا پرده برداشته بود و برنده جایزه پولیتزر شد.
او در سال ۱۹۸۷ خبرگزاری آسوشیتدپرس را ترک کرد و به مجله نیوزویک رفت. در آن جا تا سال ۱۹۹۰ کار کرد و بعد به عنوان خبرنگار تحقیقی به برنامه فرانت لاین، در شبکه پی بی اس پیوست.
در سال ۱۹۹۵ و در پی نگرانی از وضعیت روزنامه‌نگاری تحقیقی، رابرت پری کنسرسیوم روزنامه‌نگاری مستقل را پایه‌گذاری کرد، که در سال‌های اولیه حضور اینترنت در حوزه اخبار، محلی برای ارائه گزارش‌های مستقل و دقیق بود. این وبسایت البته با مشکلات مالی درگیر بود و نیاز به حمایت مالی خوانندگان داشت.
به گفته ایان داستون، همسر رابرت پری، او روز شنبه پس از چند حمله قلبی و در پی سرطان پانکراس که تشخیص داده نشده بود، در سن ۶۸ سالگی درگذشت.
آقای پری شش کتاب نوشته و برنده مدال آی اف استون برای خبرنگاری مستقل از سوی بنیاد نیمن شده‌است.
در کارنامه آقای پری کسب دو جایزه معتبر دنیای روزنامه‌نگاری یعنی جوایز پولیتزر و جورج پولک دیده می‌شوند.